# Place des Carabiniers
Pour les articles homonymes, voir Rue des Carabiniers.
La place des Carabiniers (en néerlandais : Karabiniersplein) est une place bruxelloise de la commune de Schaerbeek qui va du boulevard Auguste Reyers à la rue Henri Evenepoel qui la prolonge.

## Histoire et description
La création du régiment des Carabiniers date de la révolution de 1830.
Précédemment cette artère s'appelait place du Tir national, puis place du Congrès national. De nombreux plans plaçaient erronément la place des Carabiniers en bordure du boulevard Reyers, mais dans le prolongement de l'avenue Émile Max.
La numérotation des habitations va de 5 à 20 (pair et impair) et uniquement du côté gauche de la place.

## Adresses notables
- no 5 : ASMAE asbl
- no 18A : Ecole second'aire singelijn[1]

## Voies d'accès
- arrêt Meiser des trams 7, 25 et 62
- arrêt Meiser du bus Noctis N04
- Gare de Meiser